# Javier Grillo-Marxuach
Javier Grillo-Marxuach (San Juan, Porto Rico, 28 de outubro de 1969) é um roteirista e produtor de televisão estadunidense. Ele é conhecido por seu trabalho como escritor e produtor em duas temporadas da série da ABC Lost. Trabalhou também em outras séries, incluindo Charmed e Law & Order: Special Victims Unit.